# Ruth Park
Rosina Ruth Lucia Park (Auckland, 24 de agosto de 1917-Sídney, 14 de diciembre de 2010) fue una escritora australiana nacida en Nueva Zelanda. Sus obras más conocidas son las novelas The Harp in the South (1948) y Playing Beatie Bow (1980), y la serie de radio infantil The Muddle-Headed Wombat (1951-1970), que también generó una serie de libros (1962-1982).

## Biografía
Park nació en Auckland (Nueva Zelanda) de padre escocés y madre sueca. Más tarde, su familia se mudó a la ciudad de Te Kuiti, todavía en la Isla Norte de Nueva Zelanda pero más hacia el sur, viviendo en áreas aisladas.
Durante la Gran Depresión, su padre, de clase trabajadora, trabajó en caminos y puentes, trabajó como conductor, hizo trabajos de socorro para el gobierno y se convirtió en aserradero. Finalmente, regresó a Auckland, donde se unió a la fuerza laboral de un consejo municipal. La familia ocupaba una vivienda pública, conocida en Nueva Zelanda como casa estatal, y el dinero seguía siendo un bien escaso. Ruth Park, después de asistir a una escuela primaria católica, ganó una beca parcial para la escuela secundaria, pero su educación secundaria se vio interrumpida por períodos en los que no podía permitirse asistir a la escuela. También completó un curso de grado externo en la Universidad de Auckland.
La primera oportunidad de Park como escritora profesional se produjo cuando el periódico Auckland Star la contrató como periodista, pero las tareas que le asignaron no le gustaron. Deseando expandir sus horizontes, aceptó una oferta de trabajo del San Francisco Examiner, pero el endurecimiento de los requisitos de entrada de Estados Unidos después del bombardeo de Pearl Harbor la obligó a cambiar de planes. Se mudó a Sídney, Australia, en 1942, donde había conseguido un trabajo en otro periódico.
Ese mismo año se casó con el escritor australiano en ciernes D'Arcy Niland (1917-1967), con quien había mantenido correspondencia como amigos durante algunos años, y a quien finalmente había conocido en una visita anterior a Sídney. Allí se embarcó en una carrera como escritora autónoma. Park y Niland tuvieron cinco hijos, de los cuales las menores, las gemelas Kilmeny y Deborah, se convirtieron en ilustradoras de libros. (Park quedó devastada cuando Niland murió en Sídney a la edad de 49 años de una enfermedad cardíaca; Kilmeny también falleció antes que ella; vea el obituario del Herald.) Park tuvo once nietos y cinco bisnietos. El escritor Rafe Champion es su yerno. Además, el hermano de Darcy Niland, Beresford, se casó con la hermana de Ruth Park, Jocelyn.

## Carrera como escritura
Cuando Ida Elizabeth Osbourne la contrató en 1942 para escribir una serie para la división infantil de la cadena de radio ABC, escribió la serie The Wide-awake Bunyip . Al morir de forma repentina el actor principal Albert Collins en 1951, ella cambió de dirección y nació The Muddle-Headed Wombat, con Leonard Teale primero y luego John Ewart en el papel principal. La serie terminó cuando el programa de radio dejó de emitirse en 1970. Tal fue su popularidad que entre 1962 y 1982 escribió una serie de libros infantiles sobre el personaje.
Su primera novela fue The Harp in the South (1948), una historia gráfica de la vida en los barrios marginales irlandeses en Sídney, que ha sido traducida a 37 idiomas. A pesar de que fue aclamado por los críticos literarios, el libro resultó polémico entre el público debido a su franqueza, y algunos escritores de cartas a periódicos lo llamaron una fantasía cruel porque, en lo que a ellos se refería, no había barrios marginales en Sídney. Sin embargo, los recién casados Park y Niland vivieron durante un tiempo en un barrio pobre de Sídney ubicado en el áspero suburbio del centro de la ciudad de Surry Hills y avalaron la precisión de la novela. Nunca ha dejado de publicarse. La vida en los barrios marginales de Sídney se repite en su novela para niños, Playing Beatie Bow (1980).
Park se apoyó en su éxito inicial para la publicación en 1949 de una novela continuación de aquella titulada The Poor Man's Orange. Durante la década de 1950, a pesar de las exigencias de estar formando una familia, escribió incansablemente. Según un artículo escrito en su tributo de 2010 de The Sydney Morning Herald y escrito por su agente literario Tim Curnow, ella produjo más de 5.000 guiones de radio solo durante esta década, además de contribuir con numerosos artículos para periódicos y revistas y escribir obras de ficción de mayor peso.
Posteriormente escribió Missus (1985), una precuela de The Harp in the South, entre otras novelas, y creó guiones para cine y televisión. Sus autobiografías, A Fence Around the Cuckoo (1992) y Fishing in the Styx (1993), tratan de su vida en Nueva Zelanda y Australia, respectivamente. También escribió una novela ambientada en Nueva Zelanda, One-a-pecker, Two-a-pecker (1957), sobre la extracción de oro en la Región de Otago. Más tarde cambió su título por The Frost and The Fire.
Park nunca se volvió a casar. Entre 1946 y 2004, recibió numerosos premios por sus contribuciones a la literatura tanto en Australia como a nivel internacional. Fue nombrada miembro de la Orden de Australia en 1987. 
Desde 1974 hasta 1981, Park vivió en la isla Norfolk, donde fue copropietaria de una tienda que vendía libros y regalos. Sin embargo, pasó sus últimos años viviendo en el suburbio de Mosman, junto al puerto de Sídney. Murió mientras dormía el 14 de diciembre de 2010, a la edad de 93 años.

## Premios y reconocimientos
- 1946 Concurso de escritores patrocinado por el Sydney Morning Herald inaugural: Premio a la mejor novela por The Harp in the South (publicado en 1948)
- 1954 Selección del club de lectura católico: Serpent's Delight
- 1961 Concurso inaugural de obras de teatro de televisión de la Commonwealth: premio británico por obra de televisión a No Decision, con D'Arcy Niland
- 1962 Children's Book Council of Australia (CBCA): muy elogiada por The Hole in the Hill
- 1975 Ganadores del premio Libro infantil del año de CBCA: muy elogiada por Callie's Castle
- 1977 Premio Miles Franklin por Swords and Crowns and Rings
- 1977 National Book Council : muy elogiada por Swords and Crowns and Rings
- Ganadores del premio al Libro infantil del año de 1979: muy elogiada por Come Danger, Come Darkness
- Ganadores del premio Libro infantil del año de 1981: ganó por Playing Beatie Bow
- 1981 Premio Ethel Turner de Literatura Juvenil (Premios Literarios Premier de Nueva Gales del Sur): When the Wind Changed
- 1982 Premio de Literatura Parents 'Choice: Playing Beatie Bow
- 1982 Premio Boston Globe-Horn Book : por Playing Beatie Bow [9]
- 1982 Organización internacional para el libro juvenil (Australia): Diploma de Honor por Playing Beatie Bow
- 1982 Guardian Fiction Prize (Reino Unido): finalista por Playing Beatie Bow
- 1986 Premio al mejor libro de los jóvenes australianos por el libro ilustrado When the Wind Changed (ilustrado por Deborah Niland)
- 1987 Miembro de la Orden de Australia (AM): por servicios a la literatura[10]
- 1992 The Age Book of the Year Premio de no ficción : por A Fence around the Cuckoo[11]
- 1992 Premio Colin Roderick: por A Fence around the Cuckoo, presentado con el H.T. Priestley Meda (Premio de la Fundación Townsville para Estudios Literarios Australianos)[11]
- 1993 Premio Tilly Aston al Libro Braille del año: por A Fence around the Cuckoo[11]
- 1993 Talking Book of the Year Award (Royal Blind Society) por A Fence around the Cuckoo[11]
- 1993 Talking Book of the Year Award (Royal Blind Society) por Fishing in the Styx[11]
- 1993 Premio Lloyd O'Neil Magpie por sus servicios a la industria del libro australiana[11]
- 1994 CBCA COOL Award): por Playing Beatie Bow
- 1994 Doctor honoris causa en Letras por la Universidad de Nueva Gales del Sur[11]
- 1994 Beca de Escritores Australianos, Premio Christina Stead: por Home Before Dark [11]
- 1996 Bilby Award, Young Reader Award: por When the Wind Changed (ilustrado por Deborah Niland)
- 2004 Premios literarios del primer ministro de Nueva Gales del Sur especial
- 2006 incluido entre los Bulletin's 100 most influential Australians[12]
- Medalla Dromkeen 2008[13]